# 森川達也
森川 達也（もりかわ たつや、1922年8月14日 - 2006年5月5日）は、日本の文芸評論家、僧侶。

## 生涯
兵庫県出身、本名は三枝洸一。京都大学文学部卒。1951年作家の三枝和子（結婚後の姓）と結婚、ともに同人雑誌『文藝人』を創刊。1963年兵庫県の実家の寺を継ぐ。

## 著書
- 『島尾敏雄論』（審美社） 1965
- 『埴谷雄高論』（審美社） 1968
- 『虚無と現代文学』（洛神書房） 1969
- 『文学創造の秘密 対談集』（審美社） 1969
- 『文学の否定性』（審美社） 1970
- 『新しい批評』（渡辺広士共編、審美社、70年代へのアンソロジー 1） 1971
- 『悪としての文学』（審美社） 1972
- 『森川達也評論集成』全6巻（審美社） 1995 - 1997
- 『フリーター評論家』（双葉社） 1996